# Corps Guestphalia Halle
Das Corps Guestphalia Halle ist eine Studentenverbindung im Kösener Senioren-Convents-Verband (KSCV). Das Corps steht von jeher zu Mensur und Couleur. Es ist (wieder) in Halle (Saale) ansässig und gehört zum grünen Kreis. Die Corpsmitglieder werden Hallenser Westfalen genannt.

## Couleur und Sprüche
Die Farben des Corps waren bis 1799 schwarz-weiß, im Gegensatz zu den grün-weißen Abzeichen der Jenaer Westfalen. Die Herkunft der schwarzen und grünen Abzeichen ist nicht belegt. Auf dem Kartelltag von 1799 in Halle beschlossen die Vertreter die Einführung einheitlicher Farben und schufen aus den bisherigen die Trikolore grün-schwarz-weiß, die seit 1821/22 in der Reihenfolge grün-weiß-schwarz getragen wird. Bis heute wurden diese Farben von allen anderen Westfalencorps auf deutschen Universitäten übernommen (Bonn, Berlin, Erlangen, Greifswald, Tübingen, Heidelberg); teilweise finden sie sich auch in anderen Korporationsverbänden.
Im öffentlichen Bewusstsein herrschte bald die Meinung vor, dass es sich um offizielle Farben der Provinz handle, und so wurden sie auch von Schützenvereinen und anderen Gesellschaften angenommen und bei Festen entsprechend geflaggt. Zur Verbreitung dieser Überzeugung trugen auch die großen Erinnerungsfeste westfälischer Musensöhne bei, die zwischen 1819 und 1830 unter der Leitung des Landrichters Friedrich Wilhelm Rautert (Erlanger Westfale) an verschiedenen Orten Westfalens, das erste Mal 1819 in Hattingen, stattfanden. Auf diesen Zusammenkünften wurden die grün-weiß-schwarzen Farben groß herausgestellt. Den Irrtum klärte erst 1880 der Münsteraner Archivdirektor Roger Wilmans auf, der im Zuge der beabsichtigten Neuregelung der preußischen Provinzialfarben von Berlin mit der Erforschung der historischen Grundlage für die vermeintlichen Provinzialfarben grün-weiß-schwarz beauftragt wurde. Auf Grund der archivischen Überlieferung stellte er fest, dass die Farben auf keinem staatlichen Verleihungsakt oder sonst auf amtlichen Anordnungen beruhten, sondern sich als ursprünglich studentische Farben nach und nach zur Landesfarbe entwickelt hatten.
Heute trägt Guestphalia Halle die Farben „maigrün-weiß-schwarz“ mit silberner Perkussion, dazu eine maigrüne Mütze. Die Füchse der Hallenser Westfalen tragen ein Fuchsenband in den Farben „maigrün-weiß-maigrün“, ebenfalls mit silberner Perkussion. Im Wintersemester wird neben der maigrünen Studentenmütze auch ein Wintertönnchen getragen. Inaktive und Alte Herren tragen ein Tönnchen. Im Vergleich zum normalen Tönnchen besteht das Wintertönnchen aus einem maigrünen Deckel samt Zirkel aus Filz und einer aus Hermelin gefertigten Umrandung.
Die Wahlsprüche des Corps lauten: „Neminem time, neminem laede“ („Fürchte niemanden, verletze niemanden!“) und „Gloria virtutis comes“ („Der Ruhm ist der Begleiter der Tapferkeit.“)
Folgende Waffensprüche finden sich in seinem Wappen: „Amico pectus hosti cuspidem“ (a. p. h. c.) („Dem Freund die Brust, dem Feind die Lanze!“); „Vivant fratres intimo foedere iuncti! (v.f.i.f.i.)“ („Hoch leben die Brüder, die uns zutiefst verbunden!“); sowie „Gladius ulter Noster“ (GUN) („Das Schwert ist unser Rächer.“)

## Geschichte

### Die ältere westfälische Landsmannschaft

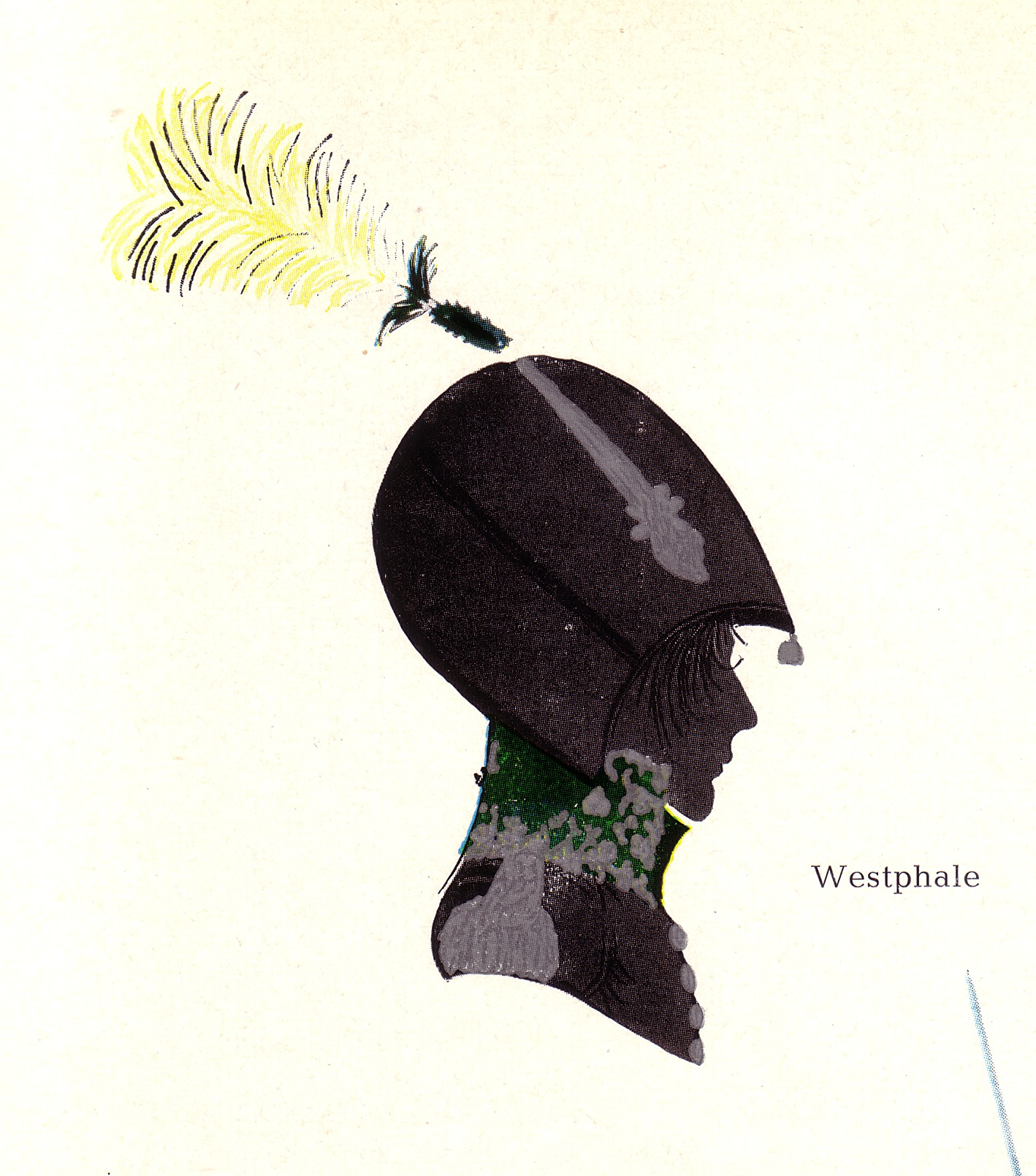
Friedrich Consbruch als Hallenser Westfale (1806)

Zusammenschlüsse von Studenten aus den westfälischen Landesteilen des Königreichs Preußen (Grafschaft Mark und Grafschaft Ravensberg) lassen sich an der Universität Halle schon am Anfang des 18. Jahrhunderts feststellen. Eine Landsmannschaft der Westfälinger wurde durch königliches Reskript an der Universität vom 22. November 1717 gemeinsam mit den anderen Landsmannschaften aufgehoben und verboten. Sie scheint aber dessen ungeachtet weiterbestanden zu haben. 1765 ist ein stud. Crüsemann aus Soest als Senior der Westphälischen Landsmannschaft bezeugt. Am 21. Oktober 1786 nahmen an einer Feier der Studentenschaft zur Huldigung König Friedrich Wilhelms II. die Landsmannschaften der Schlesier, Magdeburger, Westfalen, Märker, Ostfriesen, Preußen, Halberstädter und Pommern teil.

### Vom westfälischen Kränzchen zum Corps Guestphalia
In der zweiten Hälfte des 18. Jahrhunderts wurden die alten Landsmannschaften zunehmend durch die von der Freimaurerei beeinflussten Studentenorden verdrängt. Aus der westfälischen Landsmannschaft heraus gründete sich so Mitte des Jahres 1777 der Orden der Constantisten; in Konkurrenz zu den Orden erstarkten in den 1790er Jahren aber auch wieder die Landsmannschaften, die sich zur Umgehung des behördlichen Verbots nunmehr als Kränzchen bezeichneten.
Noch Ende 1789 bildete sich die westfälische Landsmannschaft als erste neu. Hierauf bezieht sich das Stiftungsdatum, das Guestphalia seit den 1920er Jahren führt. Es folgten die Märker und Pommern (1791) sowie Schlesier (1791/92). Die Kränzchen wurden von den Behörden zunächst toleriert und so weit anerkannt, dass sie als Verhandlungspartner für die Durchführung von Universitätsfeierlichkeiten akzeptiert wurden. 1794 beteiligten sich Westfalen aus Halle an der Stiftung der Guestphalia Erlangen. Noch im selben Jahr nahmen beide Kartellbeziehungen auf, zu denen 1795 noch ein Kartell mit den Jenenser Westfalen trat. Damit war der Grundstein für das sog. „Westfalenkartell“ gelegt, das 1799 offiziell begründet und bis 1820 auf die Universitäten Würzburg, Göttingen, Bonn, Berlin, Heidelberg und Marburg ausgedehnt wurde. Im Jahre 1806 wurde unter Beteiligung von Hallenser Westfalen auch die Guestphalia I zu Marburg gestiftet, aus welcher später das Corps Guestphalia Marburg hervorging. 1808 beschloss man eine gemeinsame Constitution, 1812 gemeinsame Grundprinzipien.

#### Zusammenschluss zum Senioren-Convent
1796 verfügte ein Reskript die Auflösung der Kränzchen, jedoch ohne Erfolg. 1800 schlossen sich die Kränzchen in Halle zu einem Senioren-Convent zusammen und vereinbarten als „Kartellpunkte“ bezeichnete Normen der Beziehungen untereinander und des Verhaltens gegenüber den Orden. Unterzeichnet wurden sie durch die Senioren des pommerschen, märkischen, halberstädtischen, magdeburgischen, schlesischen und westphälischen Kränzchens.
Neben den Rechtstexten gehören zu den frühen Quellenbelegen zur Geschichte der Guestphalia die Tagebuchaufzeichnungen Joseph von Eichendorffs, der 1805/06 an der Friedrichs-Universität Halle studierte und in seinen Notizen unter anderem das Comitat für den Westfalen Baron von Himm schilderte.

#### Verfolgung der Kränzchen
Eine erneute scharfe Verfolgung der Kränzchen setzte ein, als der Senior des westphälischen Kränzchens, Wiedenhoff, im Posthorn bei Reideburg einer im Duell gegen einen Leipziger Studenten erlittenen Verwundung erlag. Der Bestand war aber nicht gefährdet. Westfalen sind 1803 bis 1805 als Vertreter bei den Senioren-Conventen und in studentischen Stammbüchern belegt. Auch mit der Aufhebung der pietistischen Friedrichs-Universität durch Napoleon Bonaparte im Oktober 1806 erfuhr der Betrieb nur eine kurze Unterbrechung. Unmittelbar nach der Wiedereröffnung der Universität am 16. Mai 1808 bestanden bereits die Sachsen und Westfalen, gegen die nach einer Auseinandersetzung mit aus Helmstedt übergesiedelten Studenten im Juli 1810 eine Untersuchung eingeleitet wurde.

#### Bezeichnung als Corps
Gravierender war die Bildung der burschenschaftlich orientierten Verbindung Teutonia als Folge des Einheitsgedankens der Befreiungskriege (1814). Sie nahm die Mitglieder der bisherigen Landsmannschaften überwiegend in sich auf, beschloss aber bereits nach fünf Jahren (Februar 1819) ihre Selbstauflösung. Die früheren Landsmannschaften Marchia, Pomerania und Guestphalia formierten sich neu. In dieser Zeit begann sich der Begriff „Corps“ als Bezeichnung für die Landsmannschaften oder Kränzchen durchzusetzen.
In den 1830er Jahren, zur Zeit des restaurativen Deutschen Bundes, nahm das Verbindungsleben einen vorübergehenden Abstieg. Guestphalia musste kurzzeitig suspendieren und wurde am 18. Juli 1840 rekonstituiert. Dieses Datum wurde bis 1926 als Stiftungsfest gefeiert. Nachdem das alte Westfalenkartell zerfallen war, kam es noch 1838 zum Abschluss offizieller Beziehungen zu Saxonia Leipzig und 1839 zu Thuringia Jena. Im Juli 1848 nahm Guestphalia, vertreten durch den Medizinstudenten Eduard Graf für den Hallenser SC an der Versammlung der deutschen Corps in Jena teil, die heute als Gründungsakt des Kösener Senioren-Convents-Verbandes gilt.

### Zeit des Kaiserreichs
Mit Ausbruch des Deutsch-Französischen Krieges, an dem alle Aktiven als Soldaten teilnahmen, begann eine erneute Suspensionszeit. Vier Mitglieder von Corps des schwarzen Kreises (Thuringia Jena und Brunsviga Göttingen) rekonstituierten das Corps am 29. April 1874, nachdem die wegen des vor der Suspendierung vollzogenen Bruchs der Guestphalia mit Corps des Schwarzen Kreises noch ausstehenden PP-Partien annulliert worden waren. Ende der 1870er Jahre erfolgte die endgültige Abwendung vom Schwarzen hin zum Grünen Kreis. Im Wintersemester 1877/78 bestanden Beziehungen unter anderem zu den Corps Pomerania Greifswald (1874 wieder aufgenommen), Hansea Bonn, Suevia Tübingen, Saxonia Leipzig, Thuringia Jena, Silesia Breslau und Guestphalia Berlin.
Im Ersten Weltkrieg ruhte der aktive Betrieb von 1916 bis 1918. Die Hallenser Corpsstudenten – und mit ihnen die Aktiven des Corps Guestphalia – traten am 13. März 1920 während des Kapp-Putschs geschlossen in die studentischen Zeitfreiwilligenverbände ein.

### Umstrittene Rückdatierung
1926 wurde mit Zustimmung des SC zu Halle Guestphalias Rückdatierung von 1840 auf den 8. September 1789 festgesetzt und durch den Kösener Congress 1930 bestätigt. Nach jahrelangem Streit um die Anciennität gilt Guestphalia seither als ältestes noch bestehendes Corps. Ihre älteste erhaltene Satzung stammt aus dem Jahr 1919. Die ursprüngliche Fassung von 1840 ist seit den Rückdatierungsverhandlungen 1926–1930 verschollen.

### Zeit des Nationalsozialismus
Die Zeit des Nationalsozialismus brachte Einschränkungen des Corpslebens und zunehmende Spannungen zwischen den Korporationen und der Führung des Nationalsozialistischen Deutschen Studentenbundes (NSDStB). Ein Beschluss des Reichsstudentenführers, dass alle Studenten Mitglieder des NSDStB oder einer Kameradschaft sein müssten, führte am 11. Oktober 1935 zur erneuten Suspension. Um einer Beschlagnahme zuvorzukommen, wurde das Corpshaus in der Burgstraße verkauft. Mit dem Inventar wurde im Hotel Stadt Hamburg ein Traditionszimmer eingerichtet. 1938 beteiligten sich einige Alte Herren des Corps an der Gründung der SC-Kameradschaft „Gustav Nachtigal“, die bis Kriegsende bestand.

### Rekonstitution in Münster und Rückkehr nach Halle
1950 beteiligte sich Guestphalia mit anderen ehemaligen Hallenser Corps an der Stiftung des Corps Saxonia Frankfurt. Nach Lösung dieser Bindung (1956) erfolgte 1958 die eigenständige Rekonstitution in Münster und der Beitritt zum Münsteraner Waffenring. Corpshaus war der Sendenscher Hof in Münster. Das 175. Stiftungsfest feierte das Corps 1964 mit einem Festakt im Zwei-Löwen-Club in Münster. In den Auseinandersetzungen innerhalb des KSCV um die Aufgabe oder Beibehaltung der Bestimmungsmensur als Verbandsprinzip Anfang der 1970er Jahre stellte sich Guestphalia auf die Seite der Mensurbefürworter und initiierte im Vorfeld des Kösener Congresses 1970 eine Sondertagung der Corps des Grünen Kreises. 2021/2022 übernahm Guestphalia Halle nach 1891 und 1980 zum dritten Mal die Amtsgeschäfte des präsidierenden Vorortcorps des KSCV.
Zum Sommersemester 2006 wurde der Sitz nach Halle zurückverlegt. Seither ist Guestphalia wieder Teil des Hallenser Senioren-Convents.

## Kneipen und Häuser
1810 ist eine Westfalenkneipe im „Kühlen Brunnen“ in Halle belegt. Feste Kneiplokale der Guestphalia lassen sich aber erst ab 1840 nachweisen. Die Rekonstitution des Corps fand wohl im Gasthaus „Zur Schleuse“ in der Mansfelder Straße statt, wo das Corps damals zu kneipen pflegte. Dann befand sich die Kneipe bis 1847 im Gasthaus „Zur Stadt Berlin“, 1847–1870 in der „Goldenen Egge“, unterbrochen nur von 1857 bis 1860 durch eine kurze Phase im Gasthaus „Stadt Köln“. Nach der Rekonstitution von 1874 kneipte man zunächst im Restaurant „Zum Fürstental“ (bis 1887, mit kurzer Unterbrechung), danach bis 1888 im „Marktschloß“.
Das erste eigene Haus wurde am 21. Januar 1888 in der Georgstraße 1 den Aktiven übergeben. 1910/11 wurde durch den Baumeister Otto Grote aus Halle nach Plänen des Leipziger Architekten Curt Einert (1863–1928) ein Neubau in der Burgstraße 40 errichtet, der bis zur Suspension im Oktober 1935 Domizil des Corps blieb.
In Münster bezog Guestphalia nach einer provisorischen Unterkunft in der Münsteraner Burgstraße zunächst das ehemalige Patrizierhaus Königstraße 39 (Kleines Senden-Palais), das im Juli 1969 durch das Haus Mozartstraße (nachmals Nottebohmstraße) 5 abgelöst wurde. Mit dem Rückerwerb des Hauses Burgstraße 40 in Halle kehrte das Corps 2006 in seine frühere Heimat zurück.

Altes Corpshaus in Halle (1888/90)
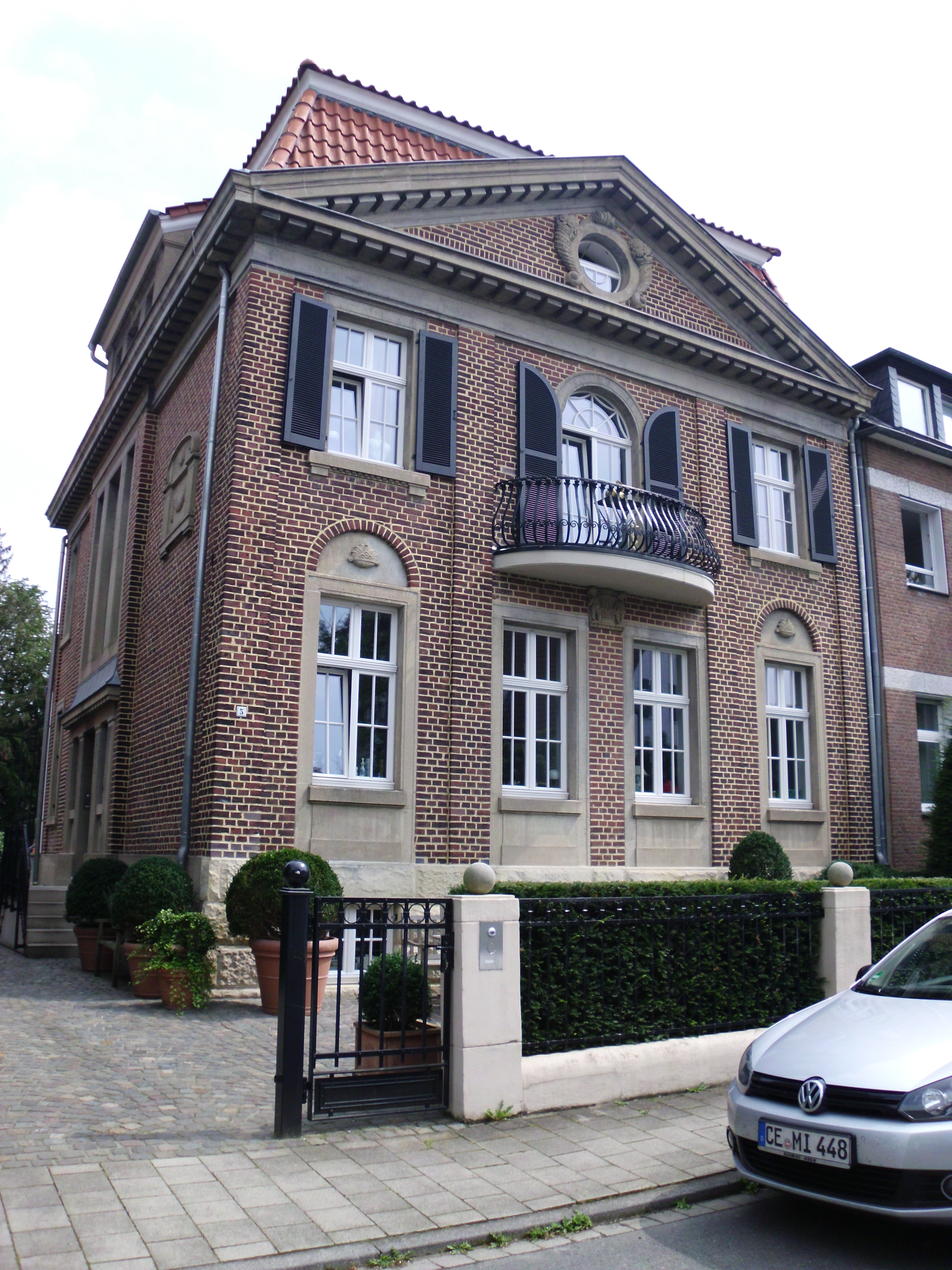
Corpshaus in Münster
Neues Corpshaus in Halle

## Auswärtige Beziehungen
Guestphalia ist Mitglied des grünen Kreises. Sie war befreundet mit Baltia, von der sie 1934 vier von der Albertus-Universität vertriebene Angehörige aufnahm. Guestphalia Halle steht heute im Kartell mit Saxonia Leipzig und ist befreundet mit Holsatia, Albertina, Borussia Breslau, Teutonia Gießen und Pomerania. Seit dem Sommersemester 2019 pflegt sie mit dem Corps Rhenania Würzburg ein offizielles Vorstellungsverhältnis (oVV).

## Mitglieder
In alphabetischer Reihenfolge
| Name                                           | Lebensdaten  | Tätigkeit | Bild |
| ---------------------------------------------- | ------------ | --- | ---- |
| Hans Bodo Graf von Alvensleben-Neugattersleben | 1882–1961    | Gutsbesitzer und Präsident des Deutschen Herrenklubs |      |
| Robert von Bartsch                             | † 1919       | Unterstaatssekretär |      |
| Karl von Basse                                 | 1781–1868    | Landrat in Borken, Rittergutsbesitzer |      |
| Gustav Behrendt                                | † 1912       | Präsident der Eisenbahndirektion Berlin |      |
| Gustav Bertog                                  | 1825–1888    | Guts- und Fabrikbesitzer, Vorsteher der Stadtverordnetenversammlung in Halberstadt, MdHdA                                                                           |      |
| Richard Wilhelm Bertram                        | † 1881       | Erster Bürgermeister von Halle (Saale) |      |
| Peter Christian Wilhelm Beuth                  | 1781–1853    | Gründer des preußischen Gewerbeinstituts und (mit Schinkel) des Berliner Kunstgewerbemuseums                                                                        |      |
| Georg Moritz von Blomberg                      | 1770–1818    | Landrat in Tecklenburg, Dichter |      |
| Ludwig Freiherr von Blomberg                   | † 1850       | Geh. Oberregierungsrat, preußischer Kammerherr |      |
| Gisbert von Bonin-Brettin                      | 1841–1913    | Sachsen-Coburg und Gothaischer Wirklicher Geheimer Rat und Staatsminister, Mitglied des preußischen Herrenhauses                                                    |      |
| Emil Braemer                                   | 1859–1939    | Landrat des Kreises Oletzko, Mitglied des Provinziallandtags von Ostpreußen, MdHdA                                                                                  |      |
| Albert von Breitenbauch                        | 1776–1852    | Königlich-preußischer Landrat des Kreises Ziegenrück, Besitzer der Rittergüter Ranis, Brandenstein und Petzkendorf                                                  |      |
| Georg von Dehn-Schmidt                         | 1876–1937    | Gesandter |      |
| Daniel Heinrich Delius                         | 1773–1832    | Regierungspräsident der Regierungsbezirke Trier und Köln, Besitzer des Klosterguts der Abtei Laach                                                                  |      |
| Wilhelm Delius                                 | † 1860       | Präsident der Generalkommission für die Provinz Westfalen |      |
| Rudolf Doehn                                   | 1821–1894    | Schriftsteller und Politiker |      |
| Carl Heinrich Ebmeier                          | 1793–1850    | Mitglied der Frankfurter Nationalversammlung |      |
| Konrad Engelhardt                              | 1861–1917    | Landrat des Landkreises Lüneburg |      |
| Wolf Freiherr von Engelhardt                   | 1910–2008    | Geologe und Mineraloge, Professor an der Universität Tübingen |      |
| Rulemann Friedrich Eylert                      | 1770–1852    | Bischof von Berlin, geistlicher Berater Friedrich Wilhelms III. von Preußen                                                                                         |      |
| Claus-Dieter Freymann                          | * 1938       | Professor der Erziehungswissenschaften, Vorsitzender des Kuratoriums des Diakonischen Werkes im Kirchenkreis An der Ruhr, Jazzmusiker                               |      |
| Heinrich Fritsch                               | 1844–1915    | Professor der Gynäkologie an den Universitäten Breslau und Bonn |      |
| Franz Galli                                    | 1839–1917    | Richter am Reichsgericht |      |
| Joachim Rudolph Gerdes                         | um 1775–1857 | Oberamtmann in Stickhausen |      |
| Wolf von Gottberg                              | 1865–1938    | Landrat des Landkreises Crossen (Oder) |      |
| Eduard Graf                                    | 1829–1895    | Mediziner, MdHdA |      |
| Justus von Gruner                              | 1777–1820    | Polizeipräsident von Berlin, Generalgouverneur des Mittelrheins und des Großherzogtums Berg, 1815 Polizeidirektor des besetzten Paris                               |      |
| Robert Eduard von Hagemeister                  | 1827–1902    | Oberpräsident von Westfalen |      |
| Erwin Hasbach                                  | 1875–1970    | Abgeordneter des Sejm, Senator des polnischen Senats, Führer des Deutschtums in Polen                                                                               |      |
| August Franz von Haxthausen                    | 1792–1866    | Agrarwissenschaftler, Nationalökonom, Jurist, Landwirt, Schriftsteller und Volksliedersammler                                                                       |      |
| Werner Graf von Haxthausen                     | 1780–1822    | Beamter und Philologe, Freund und Mitarbeiter der Gebr. Grimm |      |
| Georg Friedrich Heilmann                       | 1785–1862    | Bieler Politiker, Offizier und Landschaftsmaler |      |
| Franz Hugo Hesse                               | 1804–1861    | Preußischer Beamter und Diplomat, Mitglied des Erfurter Unionsparlaments, der Preußischen Nationalversammlung und der Ersten Kammer des Preußischen Landtags, MdHdA |      |
| Eberhard von Hymmen                            | 1784–1854    | Landrat des Siegkreises und des Kreises Bonn |      |
| Hans von Jacobs                                | 1868–1915    | Diplomat, Generaldirektor der Deutschen Levante-Linie |      |
| Theodor Karbe                                  | 1829–1886    | Rittergutsbesitzer, MdHdA |      |
| Ernst Knebel                                   | 1892–1945    | Generalmajor, Träger des Ritterkreuzes des Eisernen Kreuzes mit Eichenlaub                                                                                          |      |
| Günther Knecht                                 | 1909–1995    | Verwaltungsjurist, zuletzt Polizeidirektor in Neuss von 1964 bis 1974                                                                                               |      |
| Johann Friedrich Christoph Kortüm              | 1788–1858    | Professor für Geschichte in Bern und Heidelberg |      |
| Leonhard Lehfeldt                              | 1834–1876    | Stadtrichter, MdHdA |      |
| Ludwig von Liebenstein                         | 1781–1824    | Oberamtmann der badischen Oberämter Hornberg und Lahr, Mitglied der Zweiten Kammer der Badischen Ständeversammlung                                                  |      |
| August von Liebermann                          | † 1847       | preuß. Minister und Gesandter |      |
| Heinrich Eugen Marcard                         | 1806–1883    | MdHdA, MdR |      |
| Adalbert Matthaei                              | 1859–1924    | Kunsthistoriker, Hochschullehrer in Kiel und Danzig |      |
| Albrecht Meckel von Hembsbach                  | 1790–1829    | Professor für Chirurgie |      |
| Hermann von Mohrenschild                       | 1860–1928    | Majoratsherr, estnischer Landrat |      |
| Christian Friedrich Freiherr von der Mosel     | 1779–1858    | Landrat in Kleve |      |
| Richard Münter                                 | † 1938       | Generalmajor |      |
| Friedrich Wilhelm Müser                        | 1812–1874    | Industrieller, Gründer der Harpener Bergbau-AG |      |
| Bernhard Christoph Ludwig Natorp               | 1774–1846    | Pädagoge und Theologe, Vizegeneralsuperintendent der Evangelischen Kirche von Westfalen                                                                             |      |
| Konrad Niemeyer                                | 1829–1903    | Altphilologe, Direktor der Kieler Gelehrtenschule |      |
| Eduard Nortz                                   | 1868–1939    | Verwaltungsjurist und Ministerialbeamter in Bayern |      |
| Arnold Paulssen                                | 1864–1942    | erster thüringischer Staatsminister |      |
| Viktor Pfannschmidt                            | † 1878       | Bürgermeister von Coswig (Anhalt), Bürgermeister von Lauenburg |      |
| Walter Rehfeld                                 | 1859–1933    | Landrat des Kreises Dannenberg |      |
| Paul Riebeck                                   | 1859–1889    | Namensgeber der Paul-Riebeck-Stiftung in Halle |      |
| Heinrich Robolski                              | 1858–1939    | Präsident des Reichspatentamts |      |
| Max Roepell                                    | 1841–1903    | Präsident der Königlichen Eisenbahndirektionen in Kattowitz und Posen                                                                                               |      |
| Georg Rumler                                   | † 1940       | Senatspräsident im Reichsversicherungsamt, Direktor des Hauptversorgungsamts Mitteldeutschland                                                                      |      |
| August Sartori                                 | 1827–1908    | Pädagoge |      |
| Willem Sax                                     | 1797–1852    | Jurist und Politiker, Mitglied der Zweiten Kammer der Hannoverschen Ständeversammlung                                                                               |      |
| Franz Saxer                                    | 1864–1903    | Pathologe |      |
| Georg Schleusner                               | 1841–1911    | Superintendent in Cochstedt |      |
| Georg Julius von Schlechtendahl                | 1770–1833    | Bergischer Staatsrat, Präsident der Regierungskommission in Paderborn, Regierungsvizepräsident und Spezialpräsident des Regierungsbezirks Münster                   |      |
| Karl Schultze                                  | 1795–1877    | Anatom |      |
| Waldemar Schultze                              | um 1835–1877 | Amtmann in Dillenburg, Kreisdirektor in Mülhausen |      |
| Christoph Wilhelm Heinrich Sethe               | 1767–1855    | Jurist, Chefpräsident des Rheinischen Revisions- und Kassationshofs                                                                                                 |      |
| Paul von Spaeth                                | 1859–1936    | Majoratsherr, Mitglied des Provinziallandtags von Ostpreußen, MdHdA                                                                                                 |      |
| Richard von Spalding                           | 1871–1913    | Geh. Oberregierungsrat, Vortragender Rat im Reichskolonialamt, stellv. Gouverneur von Deutsch-Ostafrika                                                             |      |
| Richard Spendelin                              | 1859–1898    | Landrat des Kreises Schrimm |      |
| Otto Steinmann                                 | 1831–1894    | Regierungspräsident in Gumbinnen, MdHdA, MdR |      |
| Friedrich Strauß                               | 1786–1863    | Oberhofprediger und Professor für Praktische Theologie an der Friedrich-Wilhelms-Universität zu Berlin                                                              |      |
| Johann Wilhelm Süvern                          | 1775–1829    | Lehrer und Politiker, Reformer der preußischen Schulgesetzgebung, Mitglied der Akademie der Wissenschaften.                                                         |      |
| Heinrich Ferdinand Philipp von Sybel           | 1781–1870    | Jurist, MdHdA, Vater des Historikers Heinrich von Sybel |      |
| Karl Tettenborn                                | 1858–1938    | Oberbürgermeister von Altona, Mitglied des Herrenhauses |      |
| Walter von Trebra                              | 1869–1924    | Landrat in Ragnit und Hagen |      |
| David Wiethaus                                 | 1768–1854    | Bürgermeister von Hamm, Unterpräfekt des Arrondissements Hamm, Landrat des Kreises Hamm                                                                             |      |
| Wilhelm Freiherr von Zedlitz und Neukirch      | 1848–1923    | Landrat des Kreises Schönau, Rittergutsbesitzer, Mitglied des preußischen Herrenhauses                                                                              |      |